# Пнів
Пнів — село Надвірнянського району Івано-Франківської області. Входить до Пасічнянської сільської громади. За площею та кількістю населення Пнів є одним із найбільших сіл району.

## Розташування
Село, центр сільської Ради, розташоване вздовж шосе Надвірна — Бистриця, за 2 км від районного центру. З північного заходу село омиває річка Бистриця Надвірнянська. До складу сільради входять села Білозорина, Мозолівка.
Через Пнів проходять газопроводи Битків — Надвірна, Битків — Чернівці, нафтопровід та високовольтна лінія.

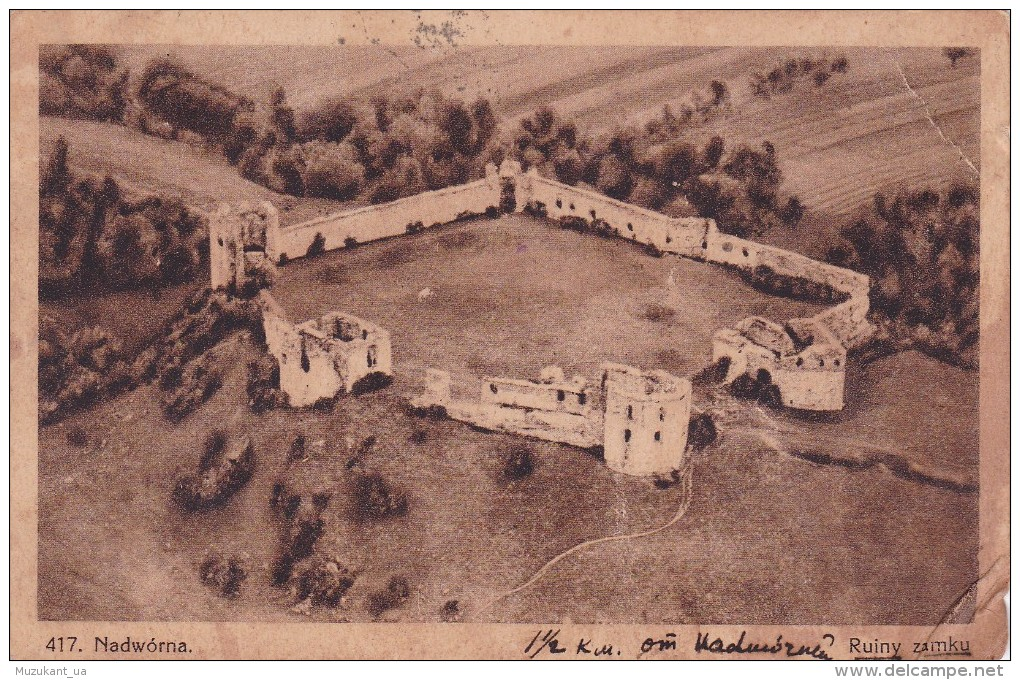
Пнівський замок, 1939

Вперше згадується Пнів в історичних джерелах 1482 року.

## Топоніміка
Назва села пов'язана з тим, що поселення виникло на місці, де було вирубано ліс в результаті загарбання Галицької Русі в середині XIV століття, тобто на «пнях». Це місце отримало назву «Пнів'я». Польський король щедро роздавав ці землі шляхті.

## Герб
Щит перетятий червоним і зеленим. У першій частині срібний замок із двома вежами і чорною аркою, у другій три срібні пеньки (герб є промовистим) з золотими зрізами, два і один.

## Історія
Згадується 18 листопада 1454 року в книгах галицького суду.
У податковому реєстрі 1515 року в селі документується 3 лани (близько 75 га), 1 лан орендував Іванко.
На початку XV ст. Пнів належав шляхтичеві Іванові з Цуцилова. Але пізніше з невідомих причин він продав половину свого маєтку в Пневі Павлу Куропатві.
В другій половині XVI ст. тут збудовано Пнівський замок. Відомі напади селян на замок у 1621 та в 1648 pp., коли ним оволоділи повстанці Семена Височана. Руїни замку збереглися до наших днів.
Із інформаційних джерел, що подають «історікі», знаємо, що "Пнівський замок, "…збудували  в другій половині XVI доби дідичі волоського походження Куропатви, які ще в другій половині XIV ст. дістали ці землі за військову службу від намісника Галичини Владислава Опольського…
Ці ж «історікі» вказують, що остаточної форми Пнівський замок набув у XVII сторіччі. Також зазначено, що Пнівська фортеця розміщена на пагорбі, «…який, певно, колись був правим берегом Чорної Бистриці (так називали в давнину Бистрицю Надвірнянську на відміну від Золотої, нині Солотвинської)». http://postup.brama.com/usual.php?what=21216.
Для зручності мислення та вираховування в подальшому кількості років, нагадуємо, що до XIV століття відносяться 1300-1390 роки.
Для оперативного переконання, можемо подивитись інформацію поміщену у «Вікіпедії», у якій вказано, що "Після смерті в 1370 році польського короля Казимира III Великого владу у Польщі зосередив у своїх руках угорський король Лайош I Великий (відоміший в історіографії, як Людвік I Угорський). Останній у 1372 році передав владу над Галичиною своєму наміснику — сілезькому князю Владиславу Опольському (обіймав посаду у 1372—1379 та 1385—1387 роках).
Бачимо, що у XIV столітті дідичів волоського «походження» Куропатви, ще  – не було.

Звідки взялись ці Куропатви? 
«Ян з Ланцухова Куропатва (†1462) — 1424 року появився у джерелах як придворний та прихильник Софії Гольшанської…».
До XV століття відносяться 1400—1490 роки.
Отже, Куропатва міг отримати Пнівські землі тільки в другій половині XV століття, тобто в той час коли, сілезького князя Владислава Опольського вже — не було.
Перша датована згадка про Пнівський замок відноситься до 1482 року, тобто фортеця згадується в кінці  XV століття.
Але нас переконують, що Пнівський замок збудовано в другій половині XVI століття, а XVI століття — це 1500-1590 роки.
То де ж логіка…?
"…існує теза про те, що окремі споруди були побудовані в 90-х роках 15 століття).
Про які споруди йдеться, і хто їх будував…?
Слід сказати, що Пнівський замок, у ХІ столітті вже був збудований…
26.01.1945 під час перепису більшовики арештували 4 чоловіків і 6 жінок та вивезли 2 родини, зруйнували 6 господарств і хрест на символічній могилі героям України. Випадково застрілився лейтенант, оскільки під час зрубування хреста тримав автомат перевішеним через груди.
За даними облуправління МГБ у Надвірнянському районі підпілля ОУН найактивнішим було в селах Пнів і Зелена.

## Сучасність
- 30 червня 2010 року обвалилася частина вежі Пнівського замку.
- 18 — 19 серпня 2012 року на території Пнівського замку відбувся етно-фестиваль « Дженджур фист».
- 24 серпня 2012 року біля будинку культури відбулись урочистості з нагоди 530 — річчя з дня першої документальної згадки села.
- 11 жовтня 2013 року в селі Пнів відкрили просто неба музей нафтопромислів Галичини
- 22 грудня 2019 включена до складу Пасічнянської ОТГ

## Соціальна сфера
- Загальноосвітня школа I—III ступенів,
- Дитячий садок «Дюймовочка»,
- Будинок культури,
- Бібліотека,
- Лікарська амбулаторія (з 17.08.2021)[6],
- Ощадкаса.
- Музей нафтопромислів Галичини[7]

Село газифіковане, має часткове вуличне освітлення.
На території села зареєстрована греко-католицька церква «Непорочного Зачаття Діви Марії», адміністратор храму — отець Микола Костик, сотрудник - о. Ярослав Онуфрак.

## Відомі люди
- Микола Лавринович — селянин, посол Галицького сейму 1-го, 2-го скликань.[8]
- Нагірняк Василь — діяч РУРП, делегат Української Національної Ради ЗУНР, представляв Надвірнянський повіт; прислуговував священникам (дяк).[9][10]
- Іван Петрович Федорак — командир сотні УПА «Гуцули».
- Людвік Колянковський - польський історик
- Головченко Юрій Петрович (1978—2017) — солдат Збройних сил України, учасник російсько-української війни[11].